# Edward Bernays
Edward Bernays (22 noiembrie 1891 − 9 martie 1995) a fost un pionier al relațiilor publice și al propagandei american de origine austriacă.
A combinat ideile lui Gustave Le Bon și Wilfred Trotter despre psihologia maselor cu psihanaliza unchiului său, Sigmund Freud.
Este numit „părintele relațiilor publice”.